# Tobias Bach
Tobias Bach (Bendstrup, 4 giugno 2003) è un calciatore danese, centrocampista dell'Aarhus.

## Carriera
Cresciuto nelle giovanili del Randers, ha iniziato a giocare a calcio nelle serie minori danesi con le maglie di Skanderborg e VSK Aarhus; con quest'ultimo club nella stagione 2021-2022 è anche stato capocannoniere della terza divisione danese. Il 21 giugno 2023 è stato acquistato dal Fredericia con cui ha debuttato in 1. Division (la seconda divisione danese) il 23 luglio nell'incontro perso 2-0 contro l'Hobro.
Il 5 gennaio 2024 ha firmato un contratto con l'Aarhus, club di prima divisione, che lo ha poi riconfermato in rosa anche per la stagione 2024-2025.

## Statistiche

### Presenze e reti nei club
Statistiche aggiornate al 14 maggio 2025.
| Stagione        | Squadra         | Campionato      | Campionato | Campionato | Coppe nazionali | Coppe nazionali | Coppe nazionali | Coppe continentali | Coppe continentali | Coppe continentali | Altre coppe | Altre coppe | Altre coppe | Totale | Totale |
| Stagione        | Squadra         | Comp            | Pres       | Reti       | Comp            | Pres            | Reti            | Comp               | Pres               | Reti               | Comp        | Pres        | Reti        | Pres   | Reti   |
| --------------- | --------------- | --------------- | ---------- | ---------- | --------------- | --------------- | --------------- | ------------------ | ------------------ | ------------------ | ----------- | ----------- | ----------- | ------ | ------ |
| 2023-gen.2024   | Fredericia      | 1D              | 18         | 3          | CD              | 6               | 3               | -                  | -                  | -                  | -           | -           | -           | 24     | 6      |
| gen.-giu. 2024  | Aarhus          | SL              | 11         | 0          | CD              | 1               | 0               | -                  | -                  | -                  | -           | -           | -           | 12     | 0      |
| 2024-2025       | Aarhus          | SL              | 14         | 0          | CD              | 1               | 0               | -                  | -                  | -                  | -           | -           | -           | 15     | 0      |
| Totale carriera | Totale carriera | Totale carriera | 43+        | 3+         |                 | 8+              | 3+              |                    | -                  | -                  |             | -           | -           | 51+    | 6+     |

## Palmarès

### Individuale
- Capocannoniere della 2. Division: 1

VSK Aarhus: 2022-2023 (16 reti)